# Madonna del Rosario con san Domenico e santa Rosa
Madonna del Rosario con san Domenico e santa Rosa è un olio su tela di Stefano Maria Legnani, risalente al 1700-1705, oggi facente parte della pinacoteca civica di Caravaggio, in Lombardia.

## Storia
La sua attribuzione al Legnanino, sulla base di motivi stilistici, deriva dalla critica Marina dell'Omo eseguita verso il 1705; la dell'Omo ha ipotizzato che il quadro fosse destinato ad un altare dedicato alla Madonna del Rosario in un edificio religioso successivamente abbandonato, e che solo in un secondo momento esso sia stato traslato nella chiesa di San Giovanni, a Caravaggio, dove è stato rinvenuto in epoca moderna.

## Descrizione e stile
La composizione è caratterizzata da un'evidente struttura piramidale, di matrice classicista; quest'elemento deriva probabilmente dal soggiorno romano del Legnanino, avvenuto nel 1686. L'interpretazione pittorica, per contro, è di ascendenza barocchetta; è qui evidente l'influenza della scuola barocca genovese di Domenico Piola e Gregorio de Ferrari.